# Смута годов Сётё
Смута годов Сётё — крестьянское восстание, которое произошло в Японии в 1428 году, в период Муромати. Его участники требовали отмены долгов.
Восстание началось в августе 1428 года. Оно было вызвано неурожаем, эпидемией и массовыми ожиданиями отмены долгов, связанными со сменой сёгуна. Крестьяне грабили ростовщиков, винные лавки и храмы, уничтожали долговые расписки. Сёгун направил против повстанцев войска, но после этого движение только расширилось. В итоге сёгун не издал указ списании долгов, но фактически действия восставших имели тот же эффект, поскольку долговая документация в значительной своей части была уничтожена.